# 당신이 대한민국입니다
당신이 대한민국 입니다는 KBS 1TV에서 수시로 방송된 텔레비전 프로그램이다.

## 기획 의도
다양한 분야에서 살아가는 사람들의 일상을 그린 텔레비전 프로그램이다.

## 방송 회차

### 2014년
| 회차 | 방송일    | 제목 (원제)     |
| ---- | --------- | --------------- |
| 9    | 9월 20일  | 워킹스쿨버스    |
| 10   | 10월 11일 | 멘토릴레이 점프 |
| 11   | 10월 18일 | 공유경제        |
| 12   | 11월 12일 | 밥상머리교육    |